# Abus sexuels dans l'Église catholique en Belgique
Pour un article plus général, voir Abus sexuels sur mineurs dans l'Église catholique.
Les abus sexuels dans l'Église catholique en Belgique désignent des agressions sexuelles de mineurs et majeurs, commises au sein de l'Église catholique en Belgique par certains de ses clercs et agents pastoraux.
L’Église belge est confrontée à des révélations d’abus sexuels perpétrés par des membres du clergé, souvent à l’encontre de mineurs. Ces cas, couverts pendant des décennies, ont suscité une indignation nationale et conduit à plusieurs enquêtes judiciaires, ainsi qu’à des réformes internes au sein de l’Église. Le 17 février 2025, la chambre du conseil de Bruxelles prononce l'extinction de l'action publique sur un des principaux volets judiciaires de l'enquête sur les violences sexuelles ("l'Opération Calice"), renonçant à poursuivre les responsables ecclésiastiques. Cette décision est susceptible d'appel. 
En 2024, le pape François, lors d'une visite en Belgique, demande aux évêques belges de ne pas couvrir les agressions sexuelles.

## Historique

### Premières mesures à la fin des années 1990
En Belgique, plusieurs affaires traitées en justice dans les années 1990, ainsi que l'impact psychologique de l'affaire Dutroux, provoquent la mise en place de premières mesures à la fin des années 1990. En 1997, le cardinal Godfried Danneels ordonne la création d'une ligne téléphonique de dénonciation « verte » destinée aux victimes de prêtres pédophiles. En 1999, Lanneau et Danneels sont mis en cause lors d'un procès civil pour non-assistance à personne en danger, un prêtre de leur diocèse s'étant rendu coupable d'actes de pédophilie. Dans le procès en appel, ils sont cependant reconnus innocents. En 2000, la Commission pour le traitement des plaintes pour abus sexuels dans une relation pastorale est instaurée pour assister les victimes qui se font connaître,. Dans les années 2000, moins d'une dizaine de prêtres sont condamnés pour abus sexuels. Le père Rik Devillé, défenseur des droits des victimes, estime toutefois que de nombreux dossiers sont restés sans suite, les faits étant prescrits. Des prêtres n'auraient pas été sanctionnés et le point de vue de certaines victimes délaissé,.

### Augmentation du nombre de témoignages en 2010

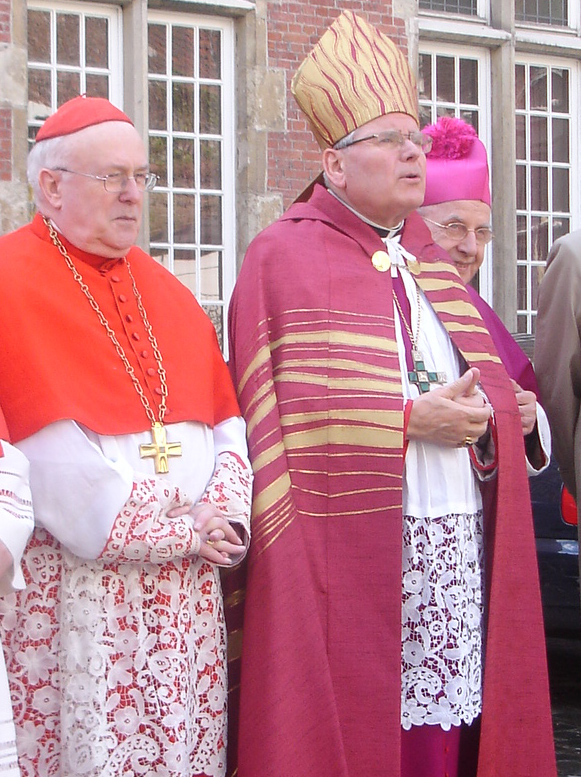
Godfried Danneels et Roger Vangheluwe (2008).

Le 23 avril 2010, l'évêque de Bruges, Roger Vangheluwe, démissionne après avoir reconnu des abus commis sur un jeune garçon, les faits s'étant produits alors qu'il était encore prêtre diocésain ainsi qu'au début de son épiscopat,,. André Léonard, archevêque de Malines-Bruxelles, et primat des évêques de Belgique, estime que Vangheluwe aurait dû, en raison des actes qu'il avait commis, refuser l'ordination épiscopale. Le fait que Roger Vangheluwe ait pu être ordonné évêque malgré ces abus incite Léonard à renforcer les enquêtes préalables aux nominations, y compris celles des prêtres et diacres,. L'archevêque invite aussi les victimes à se manifester à la commission pour le traitement des plaintes pour abus sexuels dans une relation pastorale. Les jours suivant voient un afflux de témoignages, une centaine de personnes dénonçant des faits anciens.
Début mai, Léonard insiste pour que les victimes portent plainte et « implore ceux qui accomplissent une tâche pastorale et qui ont commis des abus sexuels à se rendre spontanément à la justice ». À la suite des aveux publics de Roger Vangheluwe, la Commission pour le traitement des plaintes pour abus sexuel dans une relation pastorale reçoit de nombreux courriers et témoignages sur des faits commis les décennies précédents. En un mois, 350 plaintes sont enregistrées. Le 7 mai, le ministre de la justice annonce qu'un magistrat de référence va être désigné pour centraliser tous ces dossiers.

### Lettre pastorale des évêques
Le 19 mai 2010, les évêques de Belgique rendent publique une lettre pastorale sur cette « onde de choc ». Ils reconnaissent que « des responsables d'Église n'ont pas suffisamment pris la mesure du drame de l'abus sexuel sur mineurs et de l'étendue de ses séquelles ». Les évêques demandent pardon aux victimes. Appelant à une « culture de vérité et de justice », ils remercient « les victimes qui trouvent le courage de briser le mur du silence ». Ils décident d'appliquer plus sévèrement les critères d'admission à l'ordination ou à toute autre responsabilité dans l'Église. Les évêques estiment que la question des abus dans l'Église est en lien avec le mode d'exercice de l'autorité. Aussi, « l'Église doit entreprendre un examen de conscience afin de faire évoluer ces normes d'exercice de l'autorité qui peuvent conduire à des abus de pouvoir sur mineurs. »,.

### Perquisitions en juin 2010 et bataille judiciaire
Début juin 2010, le ministère de la justice organise, par une circulaire, une collaboration entre les parquets et la Commission pour le traitement des plaintes pour abus sexuels dans une relation pastorale, qui recueille, au nom de l'Église, les plaintes confidentielles, généralement soumises à prescription,. Celles-ci sont alors au nombre de 475. Selon cet accord, la commission prend elle-même la décision de faire connaître à la Justice, avec l'autorisation des plaignants, les faits pouvant constituer une infraction. Des faits prescrits sont notamment signalés pour éviter que leur auteur ne mette en danger d’autres personnes. Toutefois, les juges d'instruction ne sont pas liés par cette convention. L'un d'eux mène, le jeudi 24 juin, une large perquisition dans les établissements de l'Archidiocèse de Malines-Bruxelles,,. La raison de cette opération est une instruction ouverte à charge d'inconnu pour des attentats à la pudeur commis sur mineurs d'âges. Le palais archiépiscopal de Malines est fouillé, ainsi que la crypte de la cathédrale Saint-Rombaut de Malines, le domicile du cardinal Godfried Danneels, ancien archevêque, et les locaux de la Commission pour le traitement des plaintes pour abus sexuels dans une relation pastorale. Du matériel informatique et des dossiers sont saisis, dont ceux traités par la Commission.
À la suite de cette perquisition du 24 juin, les membres de la Commission pour le traitement des plaintes pour abus sexuels dans une relation pastorale démissionnent le lundi 28 juin, estimant que leur travail n'est plus possible dans ces conditions,. Le président de la commission, Peter Adriaenssens déplore notamment la méfiance des autorités judiciaires,. Certains commentateurs considèrent que la Commission, en recueillant les témoignages des victimes, permettait à l'Église d'éviter que celles-ci se confient directement à la justice. D'autres pensent au contraire qu'elle représentait un sas important, donnant aux personnes la possibilité de témoigner de leur souffrance avec la garantie que leur démarche resterait confidentielle,. L'association Child Focus, un groupe de 250 médecins signataires d'une pétition, et le ministre de la Justice déplorent la façon dont les perquisitions se sont déroulées et le fait que les enquêteurs n'aient pas respecté le désir de discrétion des victimes qui s'étaient confiées à l'Église,,.
Pour beaucoup de commentateurs, l'accord entre le ministère de la justice et l'Église sur le traitement des dossiers est bancal dès lors que ceux-ci peuvent être saisis à tout moment par un juge d'instruction,,. Le ministre de la Justice, Stefaan De Clerck, souhaite toutefois que l'Église assure à nouveau, la gestion des dossiers saisis auxquels la justice ne donnera pas suite. Cela afin que l'Église puisse donner des réponses, et accorder des réparations, aux victimes qui se sont adressées à elle pour des faits prescrits par la justice.
Le 13 août 2010, le parquet général estime que les perquisitions menées au sein de l’Église étaient entachées d'irrégularités : « elles furent trop générales, dépassaient la saisine du juge d’instruction », a expliqué l'avocat du cardinal Danneels. Les documents de la Commission pour le traitement des plaintes pour abus sexuels dans une relation pastorale auraient été saisis illégalement. Les perquisitions menées dans la Commission sont déclarées nulles et les dossiers doivent lui être restitués,. Le 9 septembre 2010, la chambre des mises en accusation de Bruxelles conclut que les perquisitions ordonnées en juin au palais épiscopal de Malines et au domicile du cardinal Danneels étaient illégales. Toutes les pièces qui avaient été enlevées doivent être rendues. Cette décision est ensuite cassée par la Cour de cassation, qui renvoie l'affaire devant la chambre des mises en accusation de Bruxelles (composée par d'autres magistrats que lors de la première décision). La bataille judiciaire se poursuit avec une nouvelle décision de la chambre des mises en accusation de Bruxelles le 22 décembre 2010, cette fois favorable aux perquisitions. Cette décision est toutefois à nouveau cassée par la Cour de cassation le 5 avril 2011. Le 29 novembre 2011, la chambre des mises en accusation prononce une nouvelle fois l'irrégularité des perquisitions, qui est à nouveau cassé par un arrêt de cassation du 3 avril 2012. C'est seulement la quatrième décision - le 18 décembre 2012 - qui sera finalement définitive, ordonnant le retrait des pièces saisies lors des perquisitions de 2010 et donnant ainsi raison à l'Église. Quelques mois plus tard, la Cour de cassation rejette le recours des victimes contre cette décision, la rendant définitive.  
Les victimes d'abus sexuels ne sont pas systématiquement informées ou convoquées aux audiences judiciaires. Leur absence leur interdit de se pourvoir en cassation pour contester la restitution des archives, notamment lors d'une décision de la chambre des mises en accusation concernant la restitution des pièces aux avocats de l'Église, un dysfonctionnement qui sera épinglé par le Conseil supérieur de la Justice. 

### Publication du Rapport Adriaenssens
Le rapport de la Commission pour le traitement des plaintes pour abus sexuels dans une relation pastorale est rendu public par son président Peter Adriaenssens, le 10 septembre 2010. La Commission a enregistré 327 plaintes d'hommes et 161 de femmes pour les soixante dernières années. Les faits ont surtout été commis dans les années 1960-70, et ont eu des conséquences parfois dramatiques. Au moins treize victimes d'abus se sont suicidées. La commission ayant démissionné en juin à la suite des perquisitions, la création d'un centre d'accueil est, un temps, envisagée par l'Église pour aider les victimes, en concertation avec la Justice, le ministère public et les tribunaux interdiocésains. Les évêques renoncent ensuite à ce projet, estimant que le pouvoir judiciaire doit être seul à gérer les plaintes. Les demandes des victimes seront toutefois prises en considération au niveau des diocèses et ordres religieux concernés. Fin décembre 2010, la Conférence épiscopale de Belgique établit que sur 134 prêtres abuseurs identifiés depuis les années 1960, seuls 21 ont fait l'objet d'une condamnation par l'Église ou la justice. Les autorités judiciaires, ont été saisies de 70 % des cas. Moins d'un abuseur sur six a été suspendu par les évêques,,.

### Rapport de la Commission parlementaire
De novembre 2010 à mars 2011, une commission parlementaire présidée par la députée Karine Lalieux auditionne les évêques, les supérieurs de congrégations religieuses, les représentants des victimes et des hommes politiques pour analyser les causes des abus commis et les moyens mis en œuvre pour y remédier,,. Son rapport est rendu public le 1er avril 2011 et contient 70 recommandations. Celles-ci portent entre autres sur les indemnisations, les délais de prescription qui devraient être rallongés, l'éloignement du coupable et le recours à l'association Child Focus pour tout signalement d'abus,. 

### Prise de position de Rik Devillé et nouvelle commission d’enquête
En 2019, le prêtre belge Rik Devillé publie In naam van de Vader (« Au nom du père », éditions EPO, non traduit), Rik Devillé y présente 101 témoignages de victimes d'abus sexuels au sein de l'Église catholique en Belgique. Cet ouvrage conduit, en septembre 2023, à un documentaire de la chaîne publique flamande Vlaamse Radio- en Televisieomroeporganisatie : Godvergeten (« Les oubliés de Dieu ») basé essentiellement sur le travail de Rik Devillé. À la suite de ce documentaire, le Parlement fédéral institue une commission d’enquête "Abus sexuels au sein de l'Église". Rik Devillé vient témoigner devant des députés en novembre 2023. Considérant que l'Église « possède la pédocriminalité dans son ADN », il préconise que le suivi de ces dossiers soit assuré exclusivement par la justice civile,.
Dans son homélie de Noël 2023, Luc Terlinden, évoque principalement les enfants victimes d’abus sexuels ou d’une adoption forcée : « une réalité douloureuse qui est revenue au grand jour ces dernières semaines à la suite des témoignages poignants de victimes. Ceux-ci nous invitent non seulement à la compassion mais aussi à un engagement résolu pour le respect de la dignité de toute personne humaine… ».

### Enquête sur l'enquête ː "Enquête Calice"
En juillet 2024, le Conseil supérieur de la Justice, une institution publique indépendante qui exerce un contrôle externe sur le système judiciaire belge, publie un rapport d'enquête sur le bon déroulement de l'« Opération Calice ». Cette enquête fait suite à d'importantes critiques de la justice formulées dans le documentaire de la VRT Godvergeten, en septembre 2023. L'enquête du Conseil supérieur de la Justice conclut qu'il n'y a pas eu d'opération de dissimulation mais qu'il y a bien eu des dysfonctionnements et des tensions entre magistrats. Concernant d'éventuelles pressions de l'Église catholique sur l'enquête, le Conseil supérieur conclut qu'elles « ne peuvent pas être prouvées, ni exclues ».

### Visite du pape (2024)

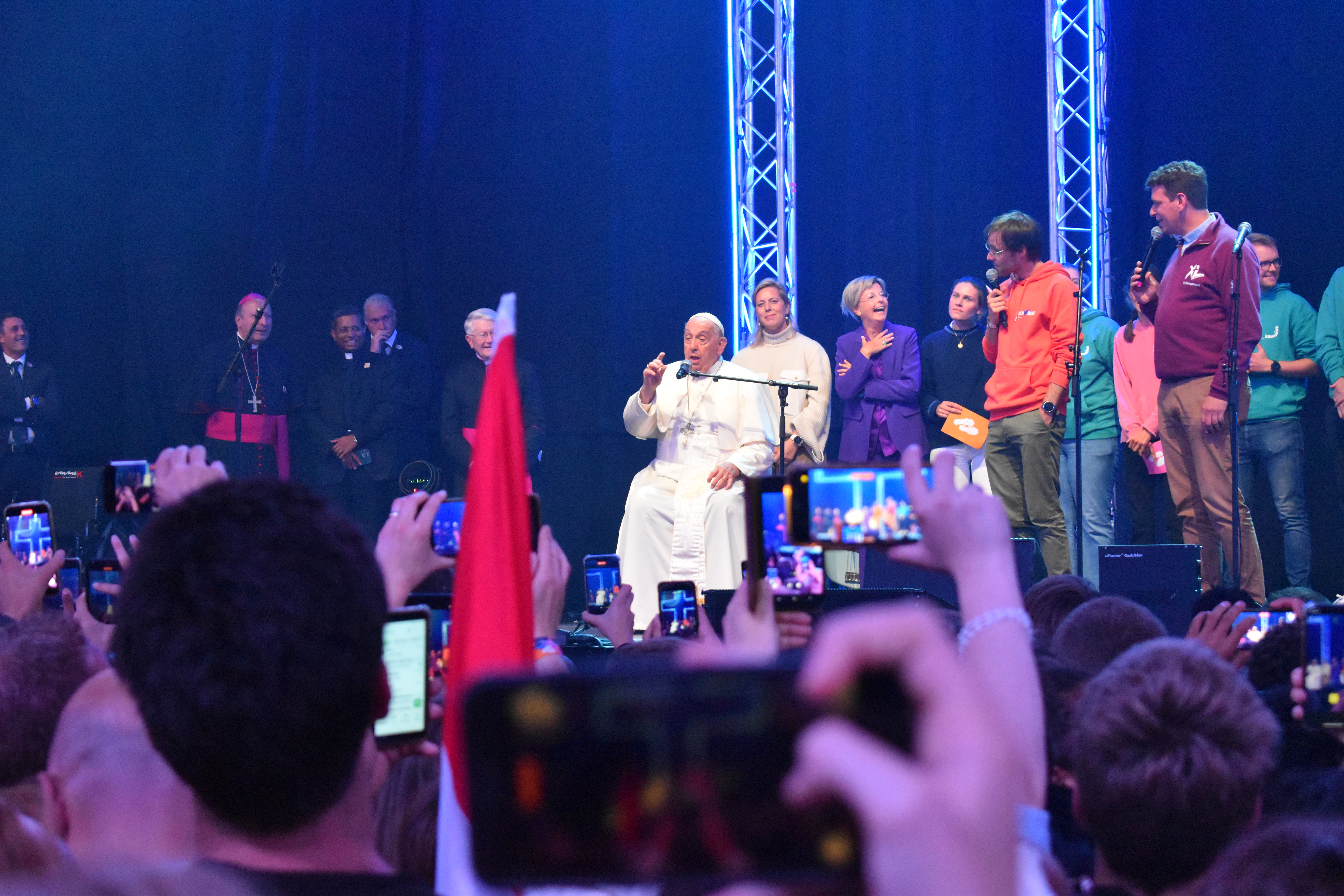
Le pape François présent au Hope Happening dans l'ING Arena au Brussels Expo (2024)

Afin de préparer la visite du pape François en Belgique en septembre 2024, pour célébrer le 600e anniversaire de l’Université catholique de Louvain, des victimes d'agressions sexuelles commises au sein de l'Église lui adressent une lettre pour qu'il comprenne leur douleur et demander des actions concrètes dans ce domaine.
L'évêque de Hasselt, Patrick Hoogmartens, annonce ne pas participer aux célébrations lors de la venue du pape, ayant rédigé une « nécrologie élogieuse d’un prêtre du diocèse ayant commis des violences sexuelles » avant de se rétracter. Par ailleurs, une chanson composée par le prêtre Paul Schollaert (nl), prévue pour la cérémonie du 29 septembre, est déprogrammée après la révélation des abus sexuels de ce prêtre, abus restés inconnus du public après un accord en 2002 entre les parties concernées et de leur engagement à rester discrètes. À la suite de cette erreur, Luc Terlinden, président de la Conférence épiscopale de Belgique, souhaite mettre en place un suivi des délinquants sexuels, une des recommandations de la commission Dutroux il y a près de 30 ans.
Le pape François reçoit 17 victimes de violences sexuelles commises par des membres du clergé belge dont certaines ont témoigné dans le documentaire Godvergeten, parmi ces 17 victimes se trouve Anne-Sophie Cardinal violée par un prêtre à l'âge de 10 et 11 ans et Jean Marc Turine violé par plusieurs Pères jésuites du collège Saint-Michel à Bruxelles. D’autres victimes d'abus sont présentes lors d’une réception du pape au château de Laeken, ainsi que des victimes d’adoptions forcées. Le prêtre Rik Devillé critique le mode de sélection opaque des victimes autorisées à voir François. Joël Devillet, victime d'un abbé pédophile à partir de ses 14 ans, regrette de ne pas pouvoir rencontrer le pape,. Toujours est-il, que le Pape a prononcé le mot « crime » au lieu de « péché » pour évoquer les abus sexuels et qu'il réfute la notion de prescription. Lors de la messe au stade Roi Baudouin à Bruxelles, il demande aux évêques belges de ne pas couvrir les agressions sexuelles au sein de l'Église .

## Chronologies d'affaires

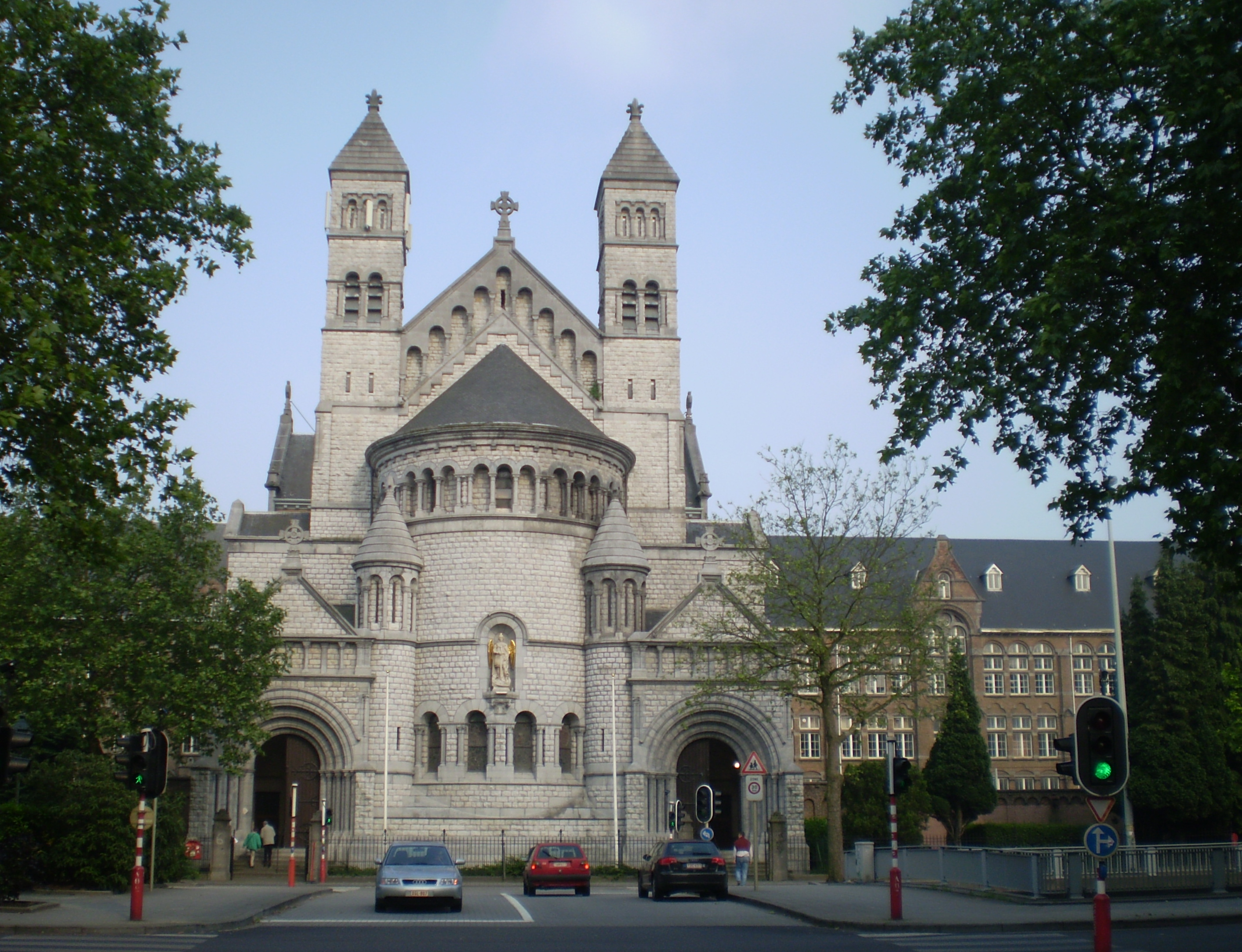
Église et collège Saint Michel à Bruxelles.

- En septembre 1959, Jean-Marc Turine a 13 ans et intègre le collège Saint-Michel situé à Etterbeek (Bruxelles). Il y subit des agressions sexuelles et des viols de la part de prêtres Jésuites pendant toute son adolescence. Il pense alors à mourir : « Et c’est ça qu’ils amènent à faire, ces types. Ils amènent à nous tuer »[65],[66].
- Vincent Van Quickenborne témoigne des abus sexuels de la part d'un prêtre à l'encontre des élèves au sein du collège Sainte-Barbe de Gand dans les années 1980[67].
- Le chanoine Gaston Mornie, impliqué dans l'affaire sœur Gabrielle en 1982 et accusé d'agressions sexuelles n'a pas été jugé mais a terminé sa vie dans un institut psychiatrique en 2011[68].
- En 2001, un instituteur du collège catholique Saint-Michel, Luc Tihon, âgé de 44 ans, est arrêté. Il avoue des agressions sexuelles sur 4 enfants, dont le viol d'un garçon de 10 ans, au début des années 1990. Il est condamné, en 2005, à 5 ans de prison, assortis d'un sursis correspondant à la peine déduit de la détention préventive déjà purgée[69],[70].
- L'abbé Robert Borremans est condamné, en 2008, à 5 ans de prison, dont 3 avec sursis, pour des viols et des attentats à la pudeur sur un enfant, de 1994 à 2001[71].
- En 2010, l'évêque Roger Vangheluwe reconnaît avoir abusé sexuellement d'un enfant dans les années 1980, sa démission est acceptée le jour même par le pape Benoît XVI. En janvier 2024, Alexander De Croo, Premier ministre de la Belgique, demande au Vatican de retirer à Roger Vangheluwe son titre d'évêque considérant que c'est une « démarche importante pour les victimes »[72]. À la suite de la réouverture du dossier par le pape François et le Dicastère pour la Doctrine de la foi, ces derniers ont renvoyé Roger Vangheluwe de l'état clérical le 20 mars 2024[73].

- En 2010, les religieux de Termonde s'excusent pour les « abus sexuels impardonnables commis par des frères religieux sur des mineurs » dans l'ancienne école de l'abbaye[74].

- Le 23 avril 2015, André Léonard, archevêque de Malines-Bruxelles, est condamné « pour avoir fait preuve de passivité » dans l'affaire de pédophilie de Joël Devillet, impliquant le prêtre Gilbert Hubermont[75]. Pour André Léonard, traduire systématiquement tous les prêtres coupables de faits de pédophilie en justice s'assimile à un acte de vengeance. Selon lui, même les victimes ne le souhaiteraient pas, un jugement des prêtres pédophiles n'est pas nécessairement la réponse évidente et adéquate[76].

- En 2019, le prêtre belge Luk Delft, religieux salésien et secrétaire nationale de l’ONG Caritas Internationalis en République centrafricaine, est accusé d'agressions sexuelles à Bangui. Il a déjà été condamné en 2012 en Belgique pour abus sur mineur[77],[78].

- Le pape François annonce le 29 mai 2022 que l'évêque Luc Van Looy sera créé cardinal[79]. Celui-ci refuse cette nomination en raison des critiques liées à sa passivité lors de révélations  des abus sexuels sur mineurs commis par des ecclésiastiques dans son diocèse et au sein de son ordre, les Salésiens de Don Bosco (deux prêtres suspectés d'avoir fait des centaines de jeunes victimes en Afrique centrale)[80],[81].

## Fiction et documentaire
- Au Nom du Fils, comédie satirique et dramatique belge (2012). Une mère se lance dans une chasse aux prêtres et bonnes sœurs soupçonnés d'actes pédophiles après avoir assisté au suicide de son fils adolescent de 14 ans qui entretenait une relation avec un vicaire[82].
- Godvergeten,  film documentaire belge diffusé en septembre 2023, par la chaîne flamande Vlaamse Radio- en Televisieomroeporganisatie.

## À voir